# Benthamiella spegazziniana
Benthamiella spegazziniana ist eine Pflanzenart aus der Gattung Benthamiella in der Familie der Nachtschattengewächse (Solanaceae).

## Beschreibung
Benthamiella spegazziniana ist ein Chamaephyt. Die leicht fleischigen Laubblätter sind etwa 1,5 mm lang und 0,5 mm breit. Der Blattrand ist wollig behaart. Der Kelch ist etwa 1 mm lang und nahezu glockenförmig, die Kelchzähne sind am Rand wollig behaart. Die Krone ist nahezu glockenförmig, behaart und wird etwa 1,75 mm lang. Die zwei Staubblätter stehen über die Krone hinaus und sind gleichgestaltig. Die Staubfäden sind unbehaart und setzen im unteren Drittel der Kronröhre an. Der Fruchtknoten besitzt ein sichtbares Nektarium. Der Griffel steht nicht über die Krone hinaus.

## Verbreitung
Die Art ist in Santa Cruz beheimatet.

## Systematik und botanische Geschichte
Die Art wurde 1948 von  Alberto Soriano erstbeschrieben. Das Epitheton ehrt Carlos Luis Spegazzini.